# 赫蘇斯瑪麗亞 (桑坦德省)
赫蘇斯瑪麗亞是哥倫比亞的城鎮，位於該國東北部，由桑坦德省負責管轄，始建於1743年，面積60平方公里，海拔高度1,825米，2005年人口3,390，人口密度每平方公里56.5人。
5°53′N 73°47′W / 5.883°N 73.783°W